# C/1864 R1
Komet C/1864 R1 (uradna oznaka je C/1864 R1, znan je tudi kot Donatijev komet) je komet, ki ga je prvič opazoval 10. septembra 1864  italijanski astronom Giovanni Battista Donati (1826 – 1873).
Razen tega kometa obstojata še dva kometa, ki se imenujeta po Donatiju (C/1855 L1 in C/1858 L1).
Komet so lahko opazovali 29 dni. Zadnji dan opazovanja je bil 9. oktobra 1864 .
Tirnica kometa je bila parabolična, njen naklon proti ekliptiki je bil 134,98°. V prisončju je bil 28. julija 1864.